# Озёра (Сумская область)
Озёра (укр. Озера) — село, 
Камышинский сельский совет,
Ахтырский район,
Сумская область,
Украина.
Код КОАТУУ — 5920383604. Население по переписи 2001 года составляет 2 человека .

## Географическое положение
Село Озёра находится на расстоянии в 3 км от реки Ташань.
В 2-х км расположено село Камыши.
По селу протекает пересыхающий ручей с запрудами.
Рядом проходит автомобильная дорога Т-1705.